# 甲子園口站

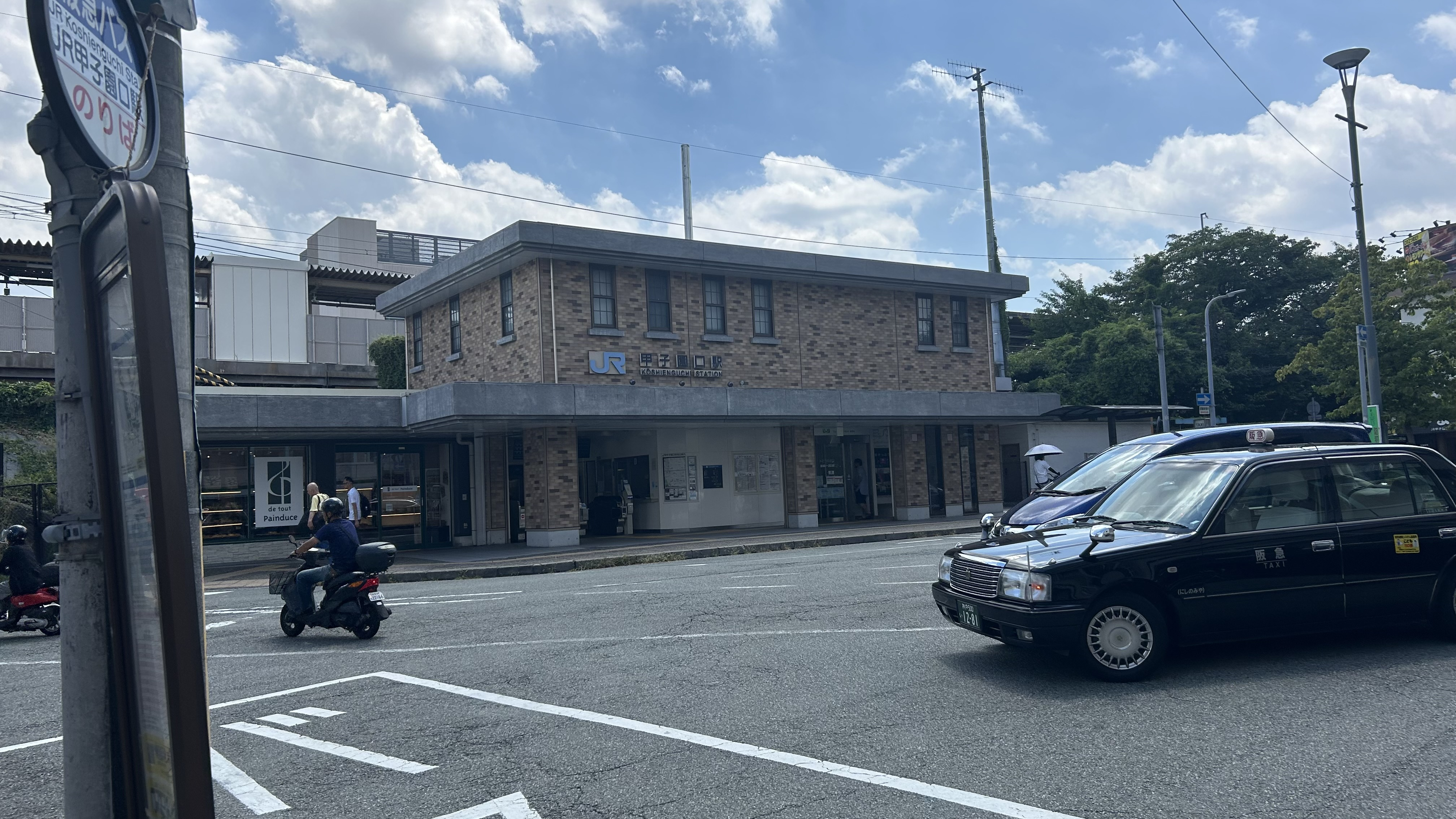
北口（2024年7月）

甲子園口站（日语：／ Kōshien-guchi eki */?）是位於日本兵庫縣西宮市，屬於西日本旅客鐵道（JR西日本）東海道本線沿線（屬JR神戶線區間）的鐵路車站。
此站雖名為「甲子園口」，但與阪神甲子園球場相距達2.5公里，需搭乘公車前往或步行至少半小時才可抵達。從阪神電鐵的甲子園站西出口前往球場僅需約5分鐘以內的步行時間。

## 車站結構

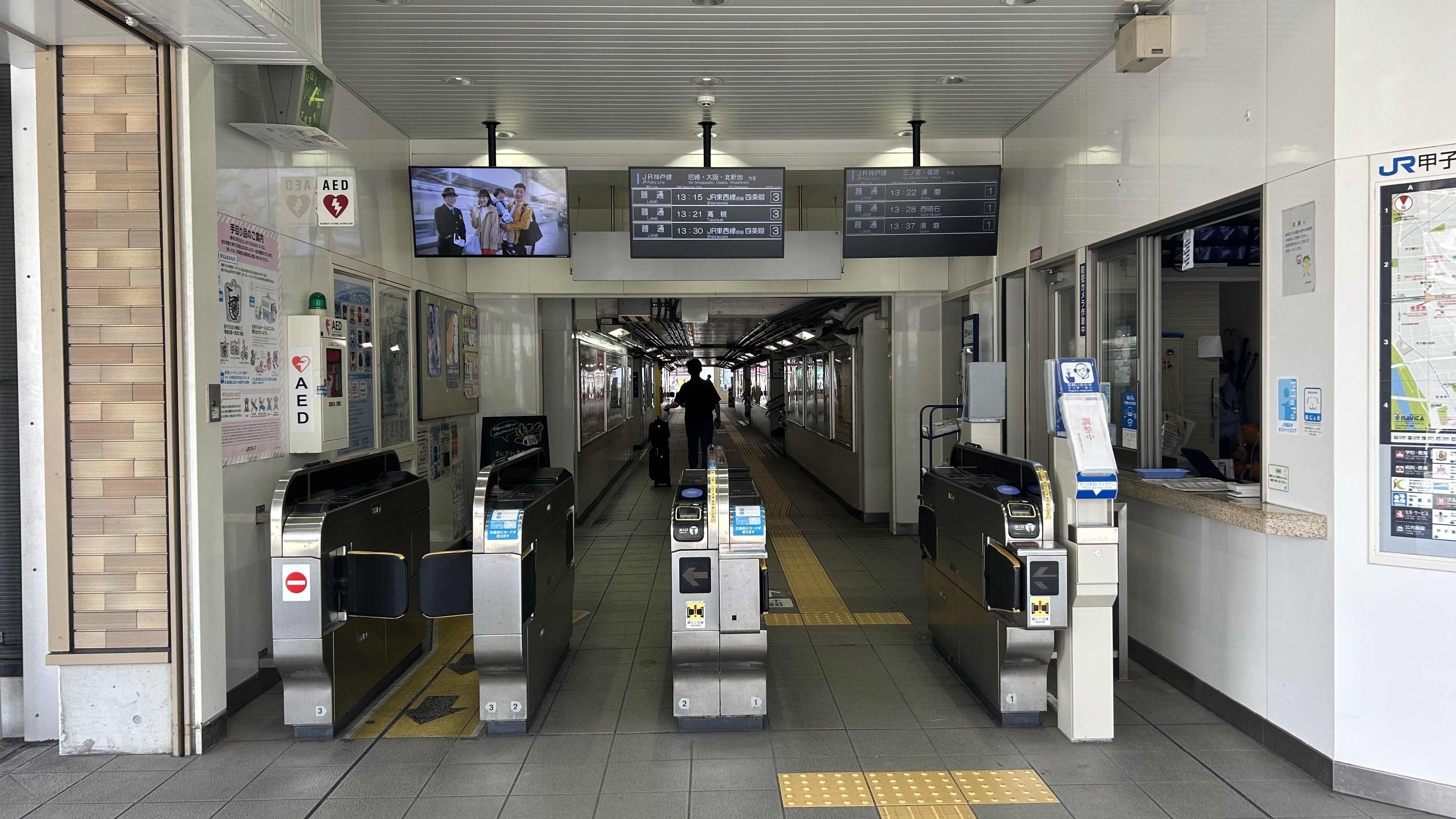
北驗票閘口（2024年7月）

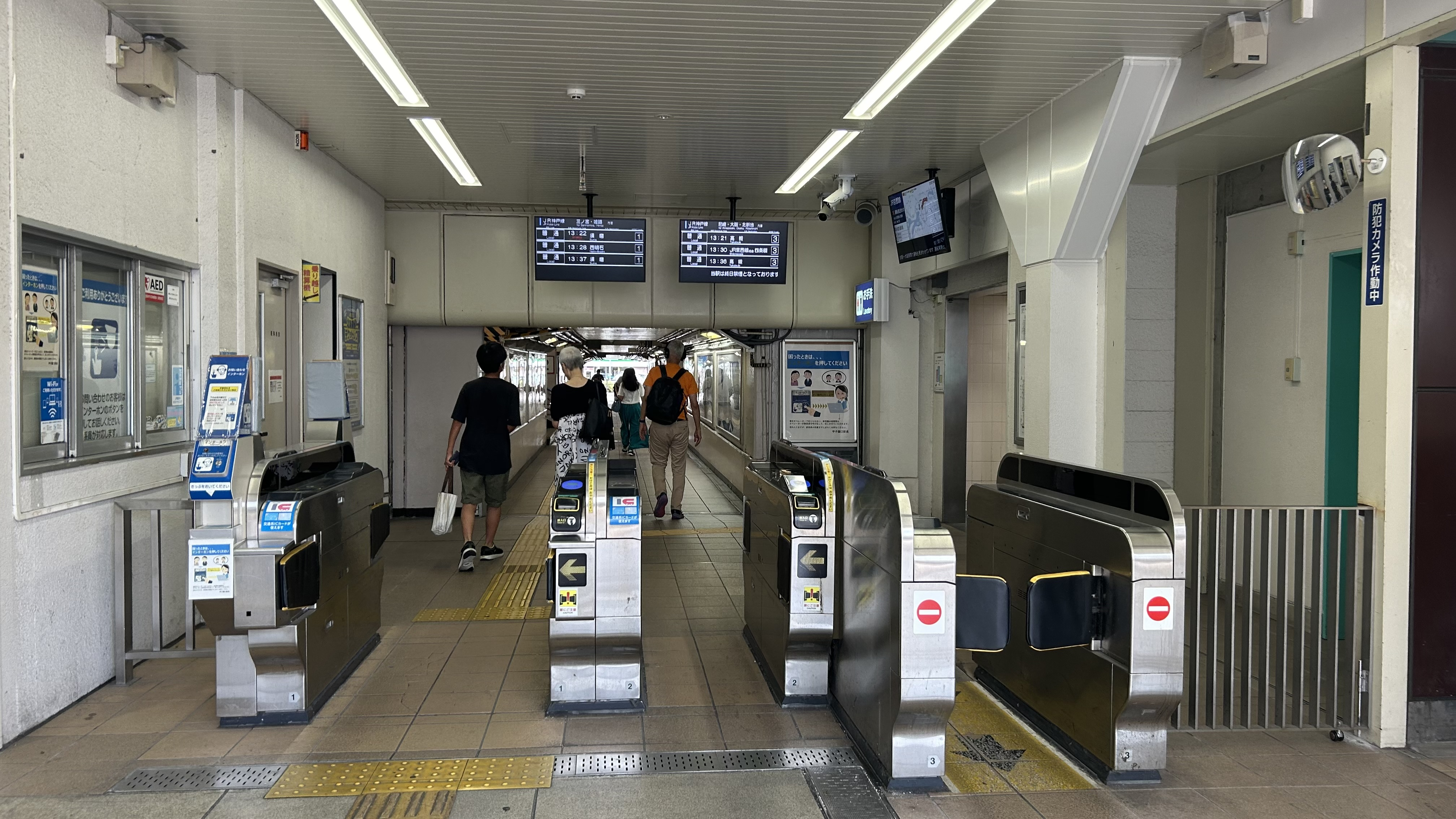
南驗票閘口（2024年7月）

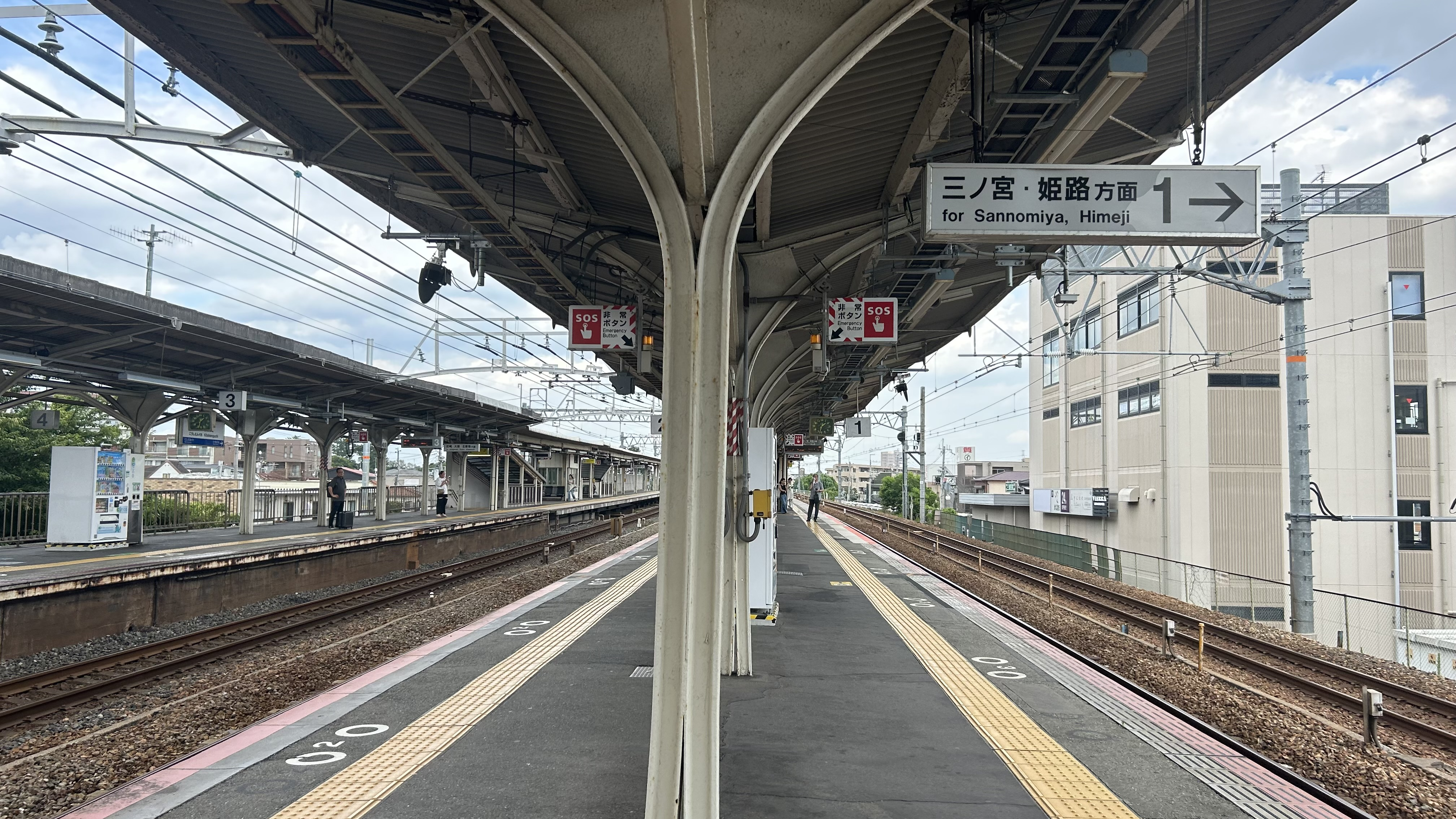
1號與2號月台（2024年7月）

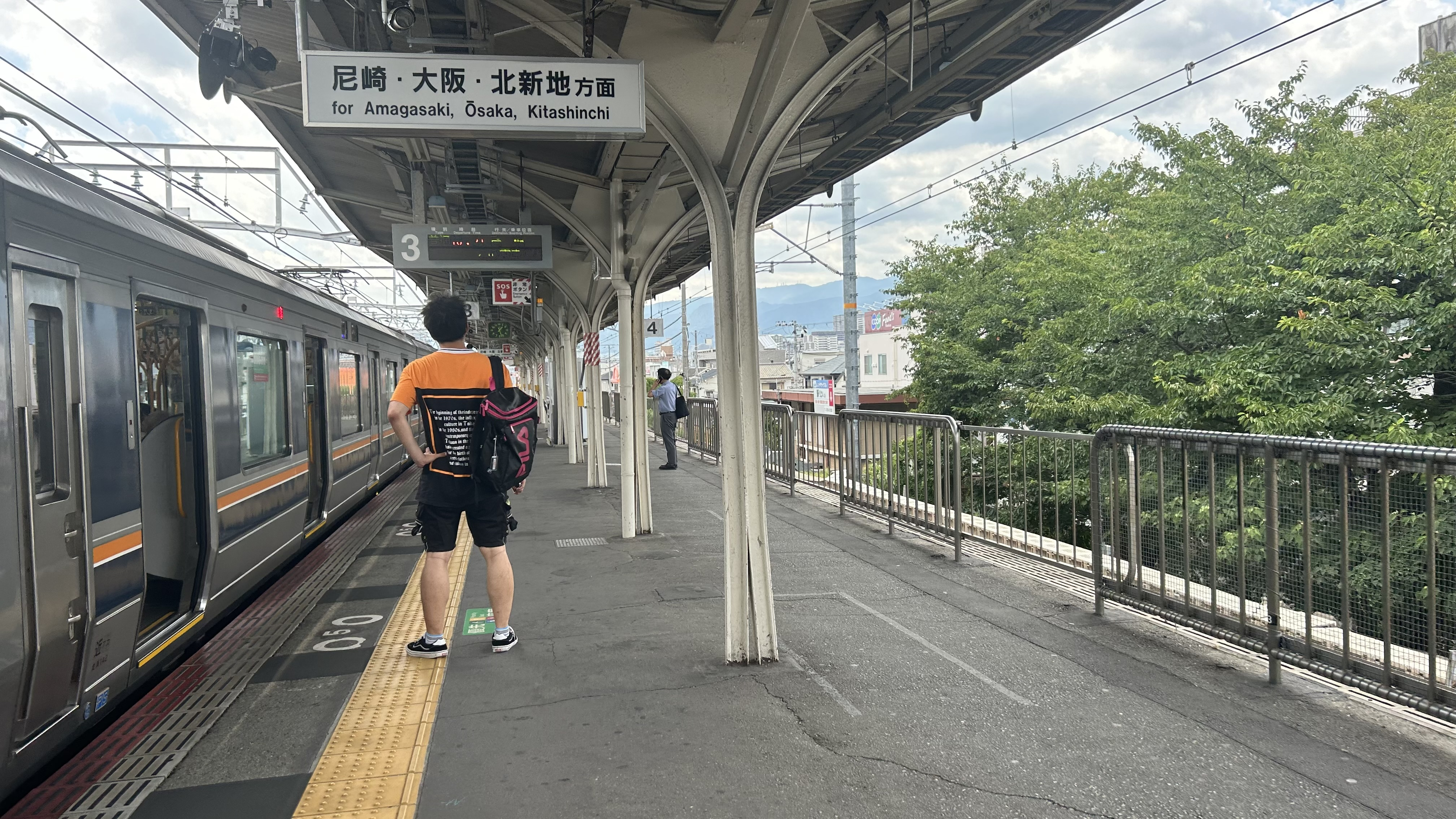
3號與4號月台（2024年7月）

本站為建於地壘上，並設有島式月台2面4線的高架車站。

### 月台配置
| 月台 | 路線     | 方向           | 目的地                   | 備註                     |
| ---- | -------- | -------------- | ------------------------ | ------------------------ |
| 1    | JR神戶線 | 下行（內側線） | 三之宮、姬路方向         | 三之宮、姬路方向         |
| 2    | JR神戶線 | 上行（折返線） | 尼崎、大阪、北新地方向   | 此站始發專用             |
| 3    | JR神戶線 | 上行（內側線） | 尼崎、大阪、北新地方向   | 尼崎、大阪、北新地方向   |
| 4    | JR神戶線 | 上行（外側線） | （只限通過列車，不開放） | （只限通過列車，不開放） |

## 使用情況
2018年（平成30年）度1日平均上車人次為18,915人。
根據「西宮市統計書」及「兵庫縣統計書」，1日平均上車人次如下表。
| 年度   | 1日平均 上車人次 |
| ------ | ---------------- |
| 1999年 | 19,302           |
| 2000年 | 19,382           |
| 2001年 | 19,115           |
| 2002年 | 19,415           |
| 2003年 | 18,918           |
| 2004年 | 19,148           |
| 2005年 | 18,935           |
| 2006年 | 19,328           |
| 2007年 | 19,668           |
| 2008年 | 19,607           |
| 2009年 | 18,961           |
| 2010年 | 18,987           |
| 2011年 | 19,035           |
| 2012年 | 19,147           |
| 2013年 | 19,304           |
| 2014年 | 18,842           |
| 2015年 | 19,120           |
| 2016年 | 19,078           |
| 2017年 | 19,184           |
| 2018年 | 18,915           |

## 車站周邊
- 武庫川
- 武庫川女子大學上甲子園校園（甲子園會館）
- 甲子園口商店街
- 甲子園學院
- 松山大學温山記念會館（舊新田邸）

### 巴士
- 南口　阪神電鐵巴士　阪神甲子園方向
  - （濱甲子園線）　往濱甲子園
  - （鳴尾濱線）　經甲子園八番町　往鳴尾濱
  - （鳴尾浜線）　經阪神鳴尾　往鳴尾濱
  - （高須東線）　經甲子園八番町　往高須東第一
  - （高須東線）　經阪神鳴尾　高須東第一
  - （武庫川團地線）　經甲子園八番町　往武庫川團地南
  - （武庫川團地線）　經阪神鳴尾　往武庫川團地南
- 北口　阪急巴士
  - 39、50號（西宮市内線）　往西宮北口
  - 50號（西宮市内線）　往西宮中央病院
  - 36號（武庫川線）　往仁川站前、甲東園（甲武橋、段上町七丁目、經過競馬場）

## 相鄰車站
西日本旅客鐵道
 JR神戶線（東海道本線）
■新快速、■快速
通過
■普通
立花（JR-A50）－甲子園口（JR-A51）－西宮（JR-A52）

## 外部連結
- 甲子園口｜車站資訊：JR出門網 - 西日本旅客鐵道